# 술푸리스파에라 오화쿠엔시스
술푸리스파에라 오화쿠엔시스는 술포로부스속에 속하는 한 종이다.